# لی سون-هی (تکواندوکار)
لی سون-هی (انگلیسی: Lee Sun-hee؛ زادهٔ ۲۱ اکتبر ۱۹۷۸) تکواندوکار اهل کره جنوبی است.